# Midden-Drenthe
Midden-Drenthe es un municipio de la provincia de Drenthe en los Países Bajos. El 1 de enero de 2014 contaba con una población de 33.368 habitantes sobre una superficie de 345,87 km ², de los que 4,86 km ² corresponden a la superficie ocupada por el agua, con una densidad de 98 h/km². El municipio se creó el 1 de enero de 1998 por la fusión de Beilen, Smilde y Westerbork. Desde su creación y hasta 2000 se denominó Middenveld.
Cuenta con 29 núcleos de población oficiales. El ayuntamiento se localiza en Beilen que, con 9030 habitantes, es la mayor población del municipio. 

## Galería de imágenes

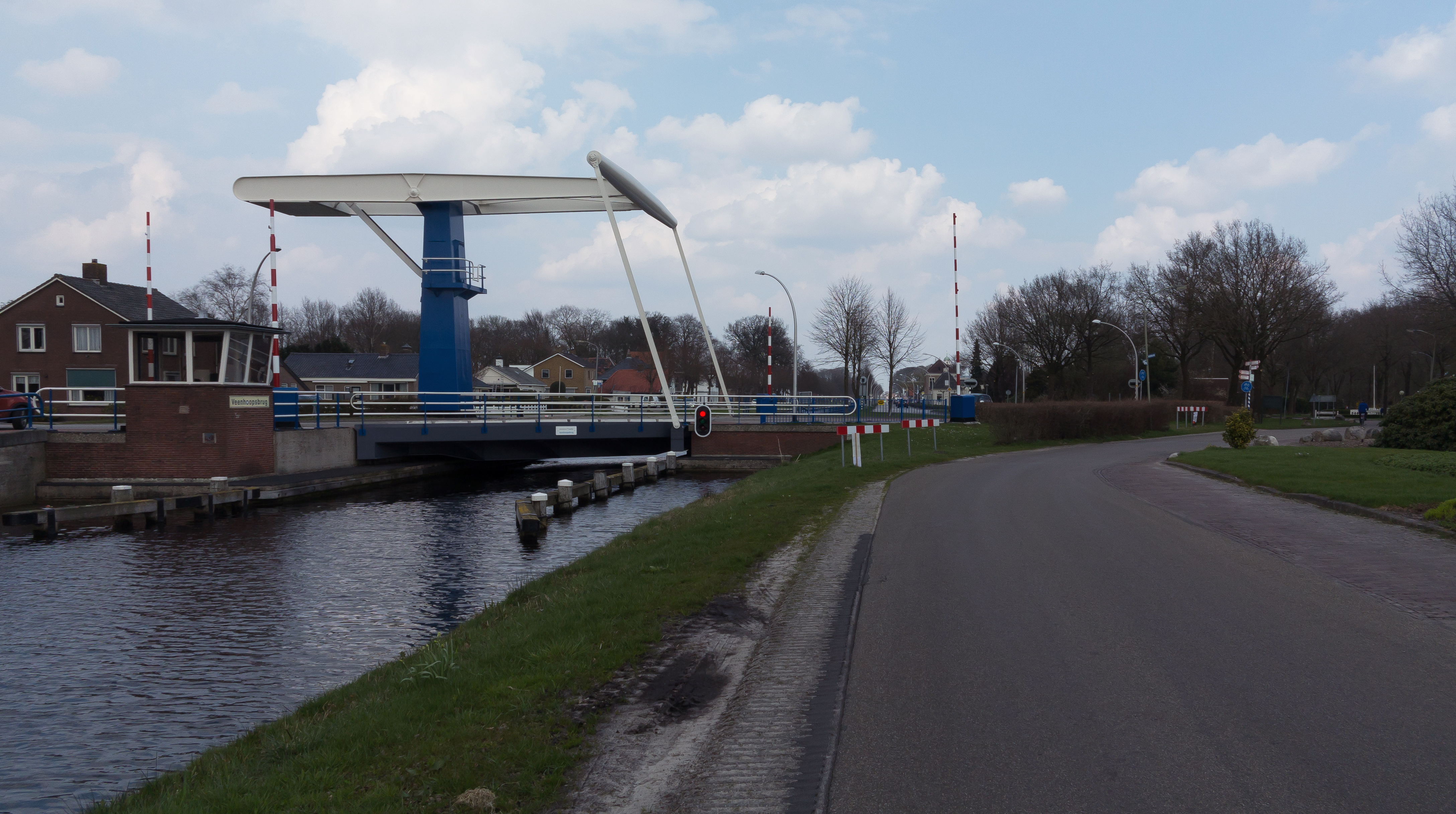
Puente (Veenhoopsbrug) en el canal (de Drentse Hoofdvaart)
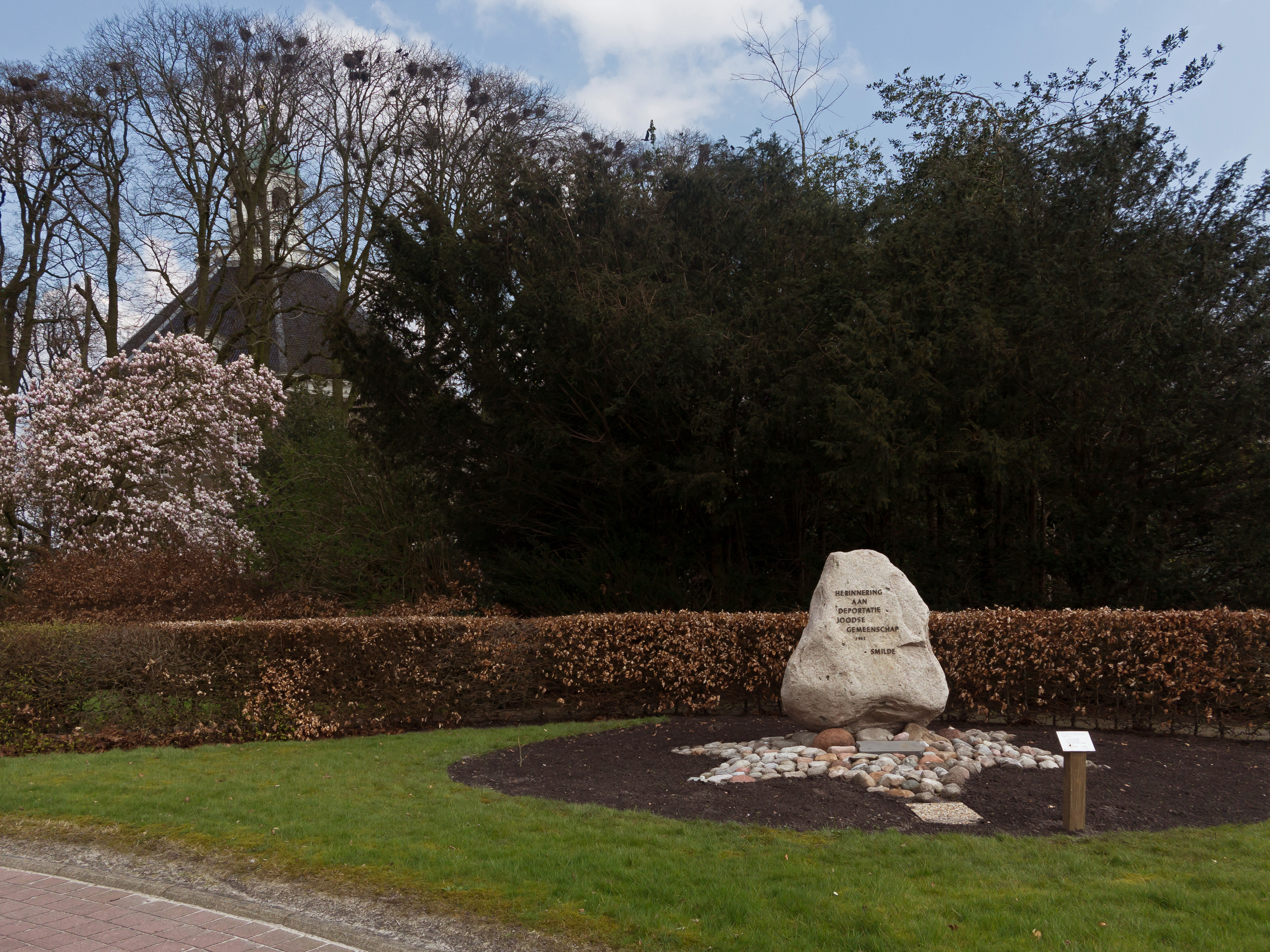
Monumento conmemorativo a la deportación de la comunidad judía
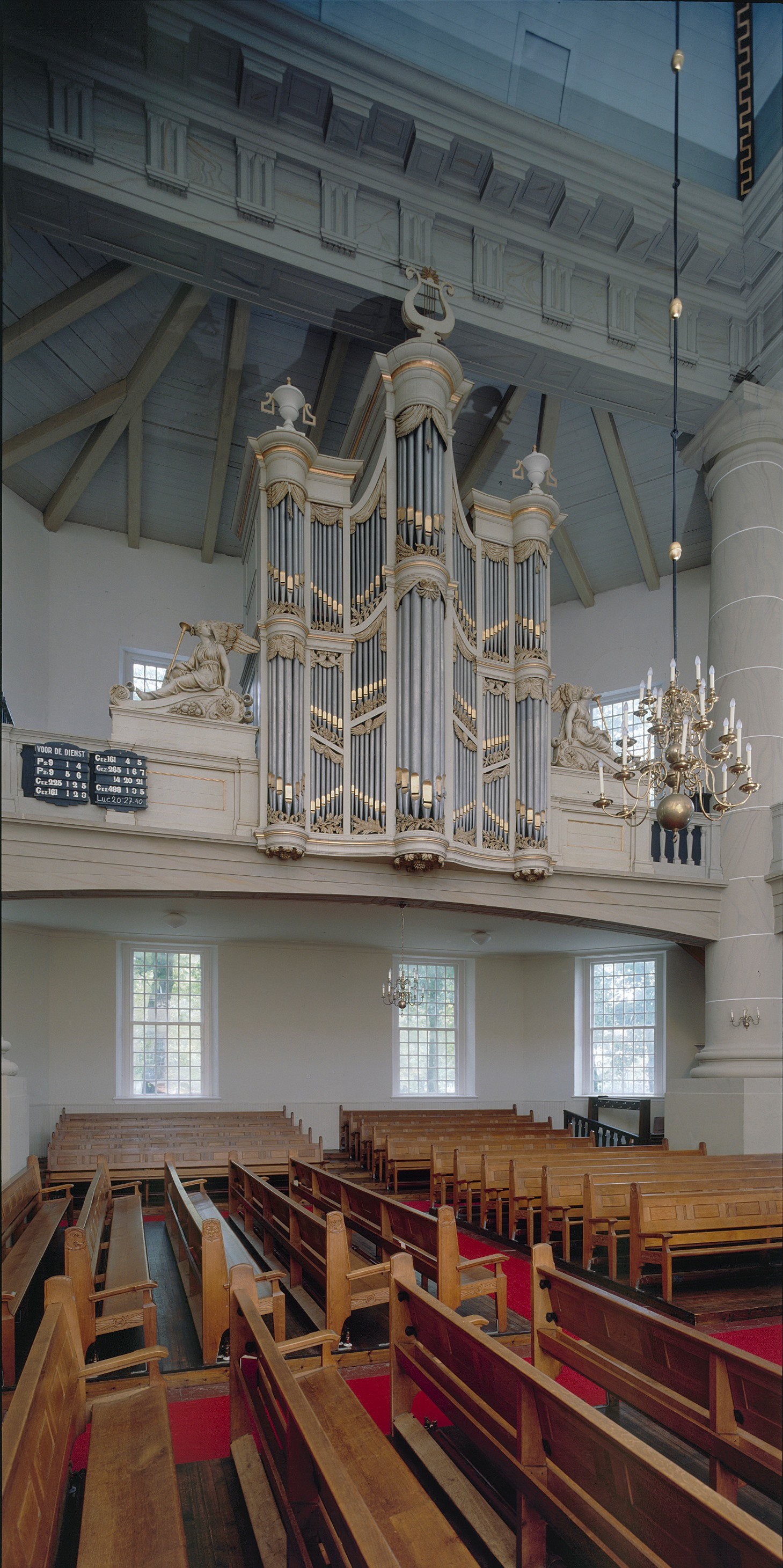
Interior de la iglesia reformada de Smilde
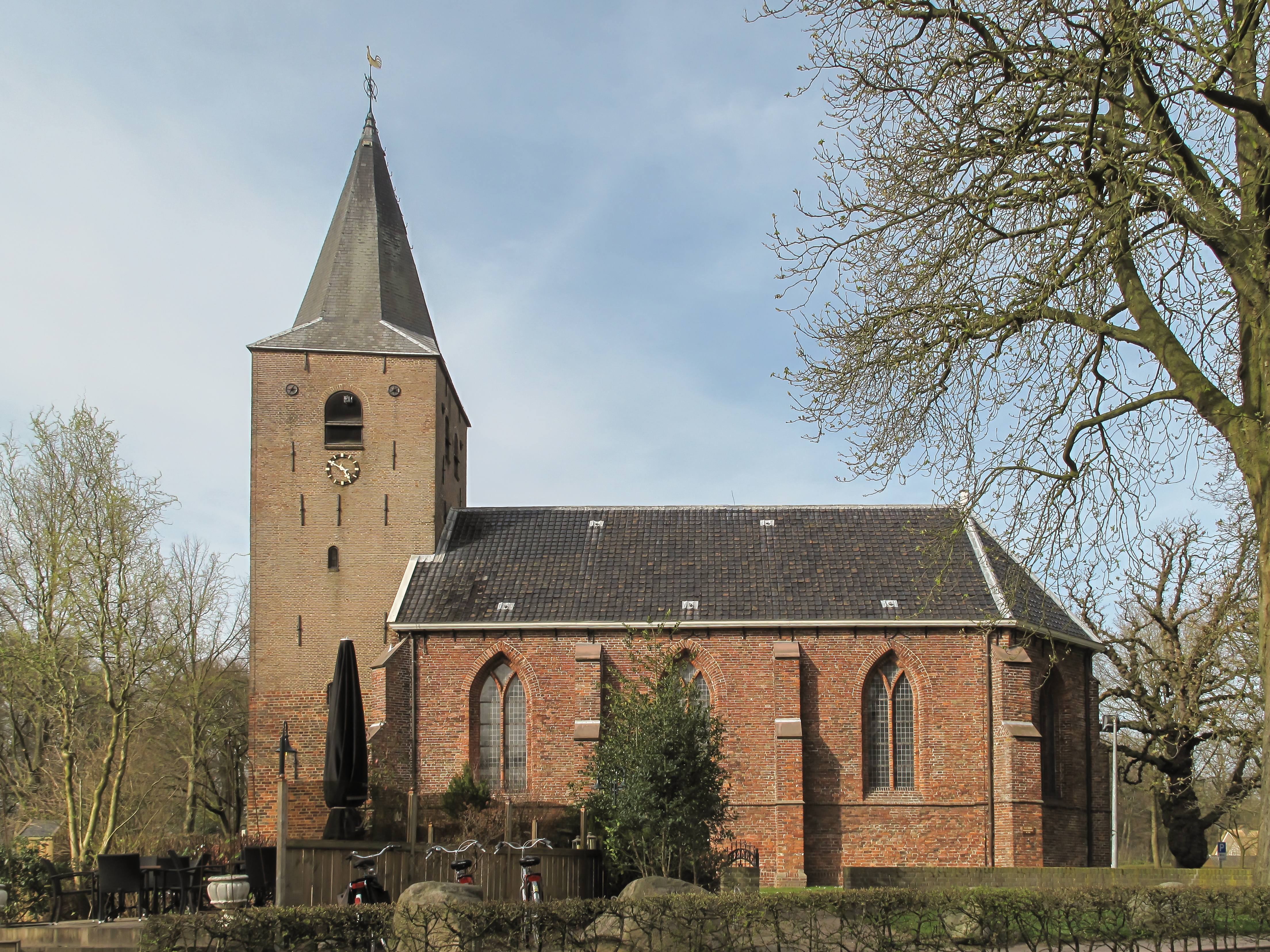
Iglesia iglesia reformada de Westerbork
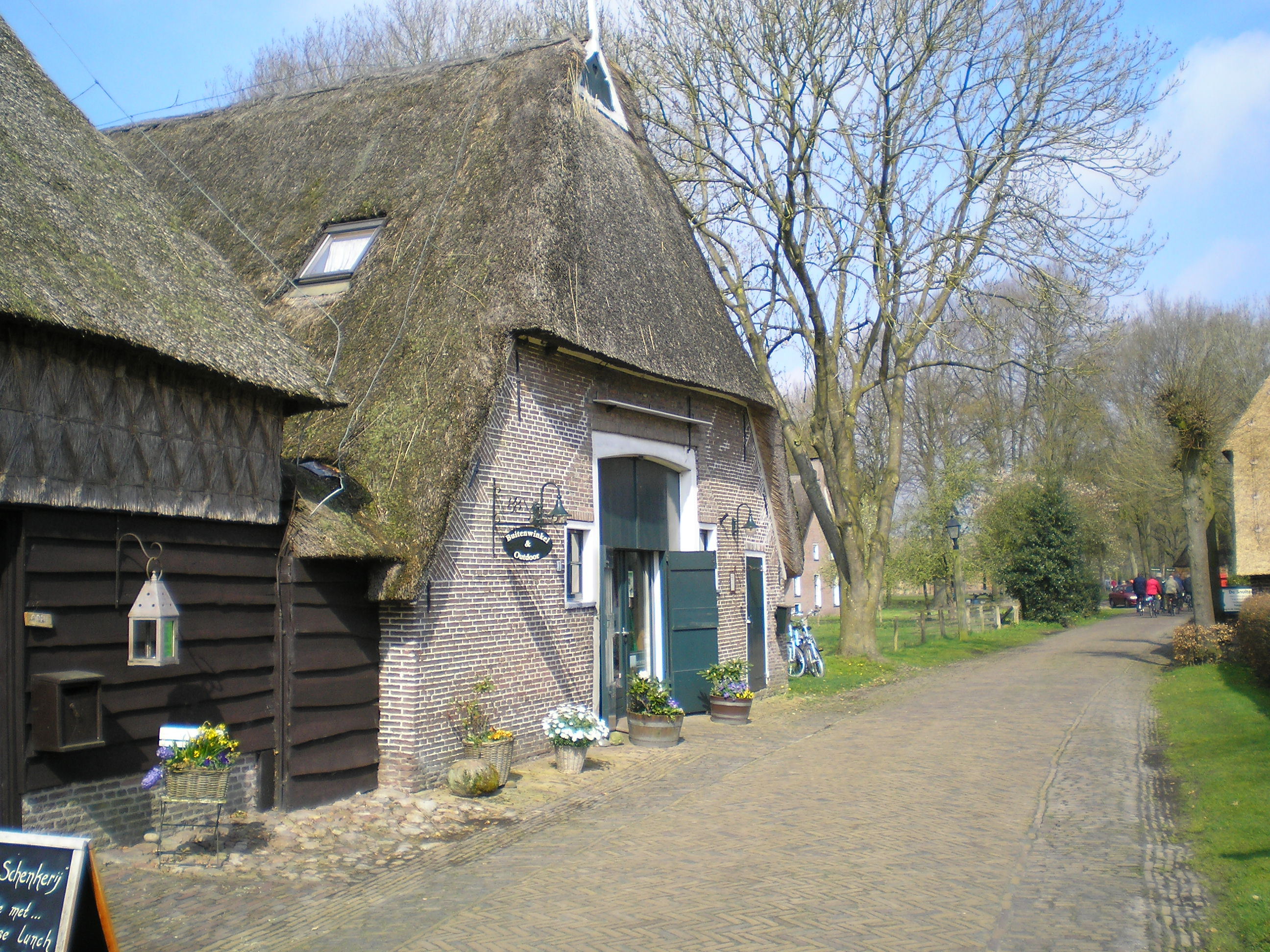
Orvelte
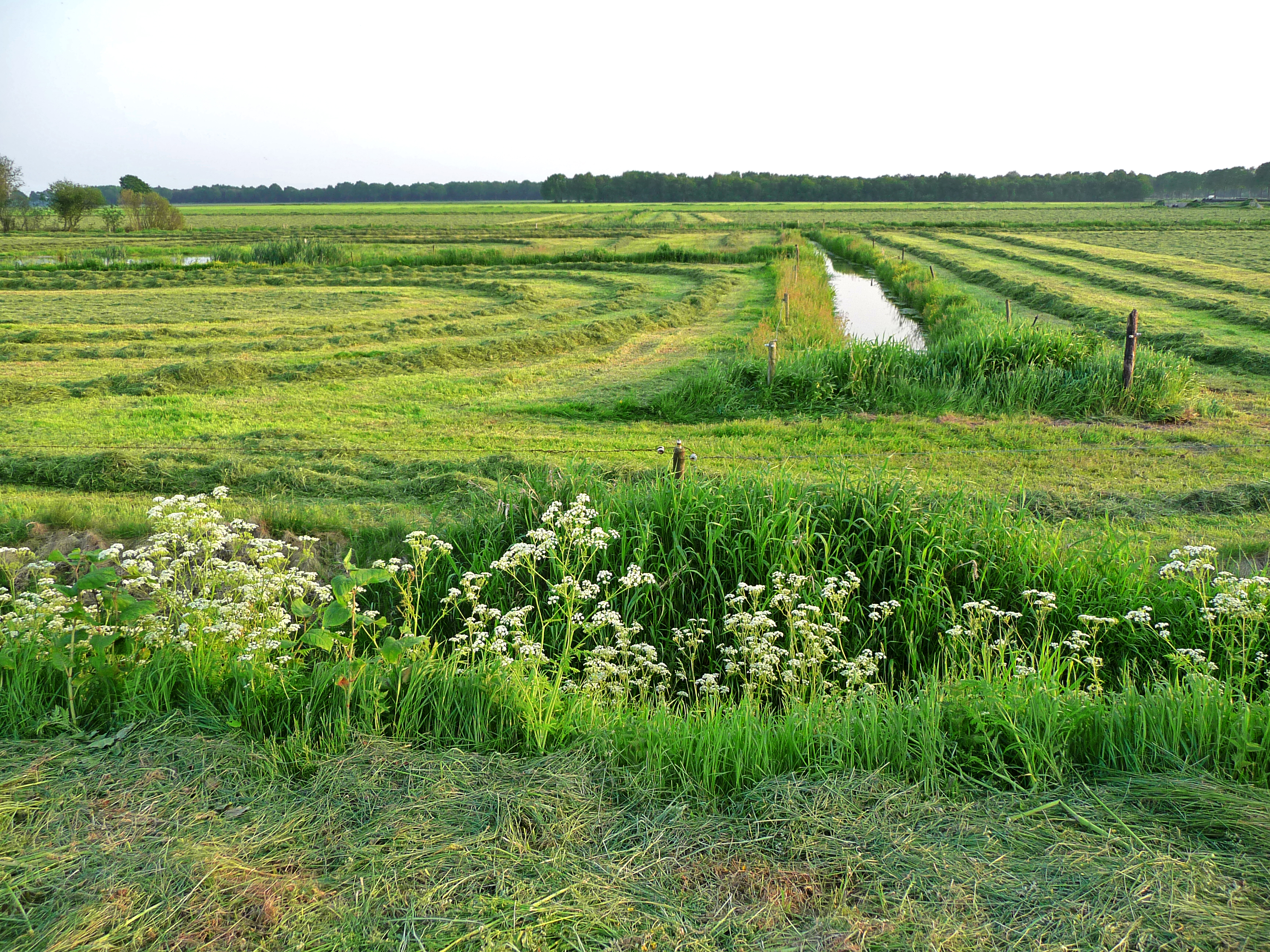
Paisaje agrícola de Hooghalen
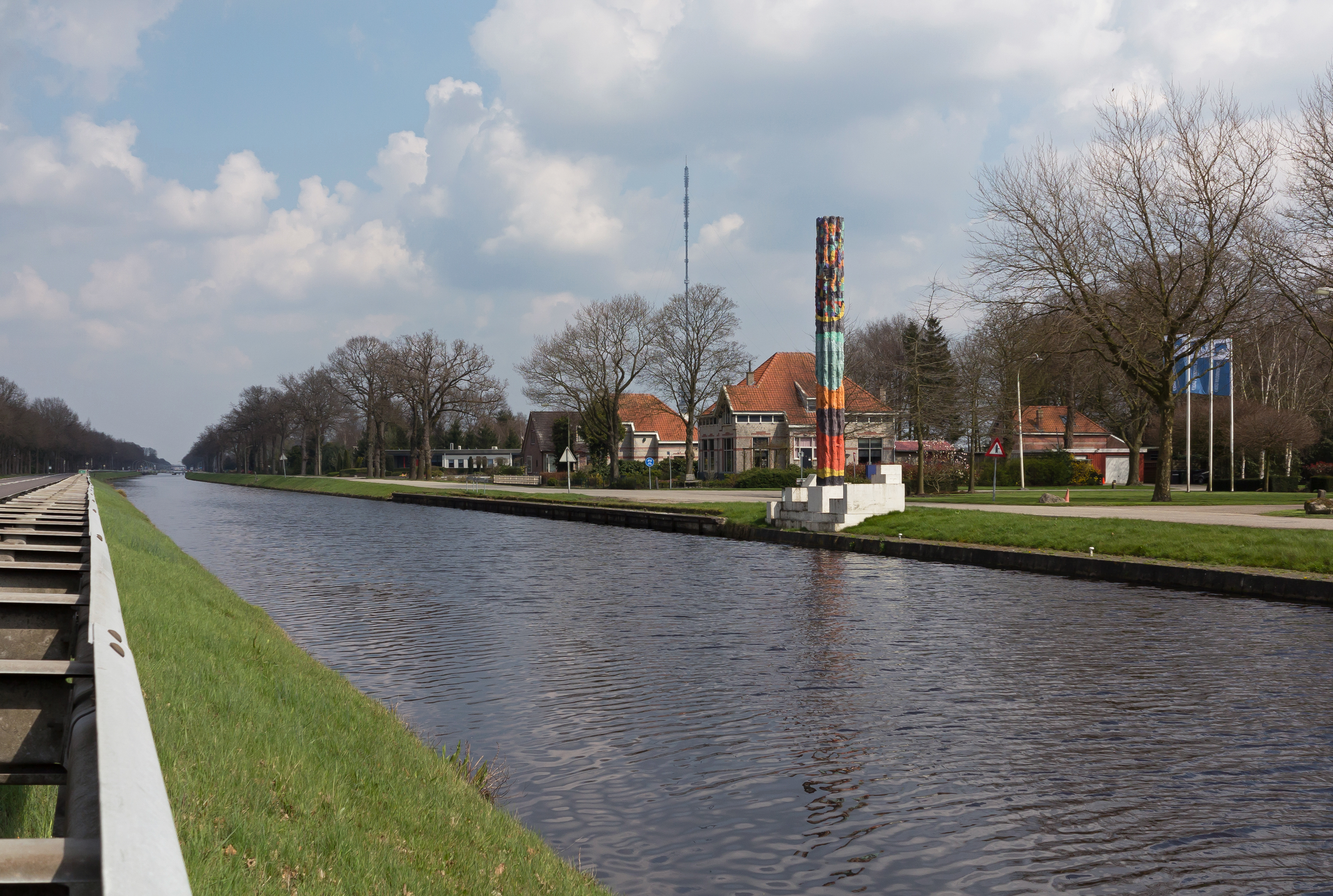
Las obras de arte en la entrada de la fábrica de ladrillos de arena y cal (en Hoogersmilde)